# Codice (filologia)

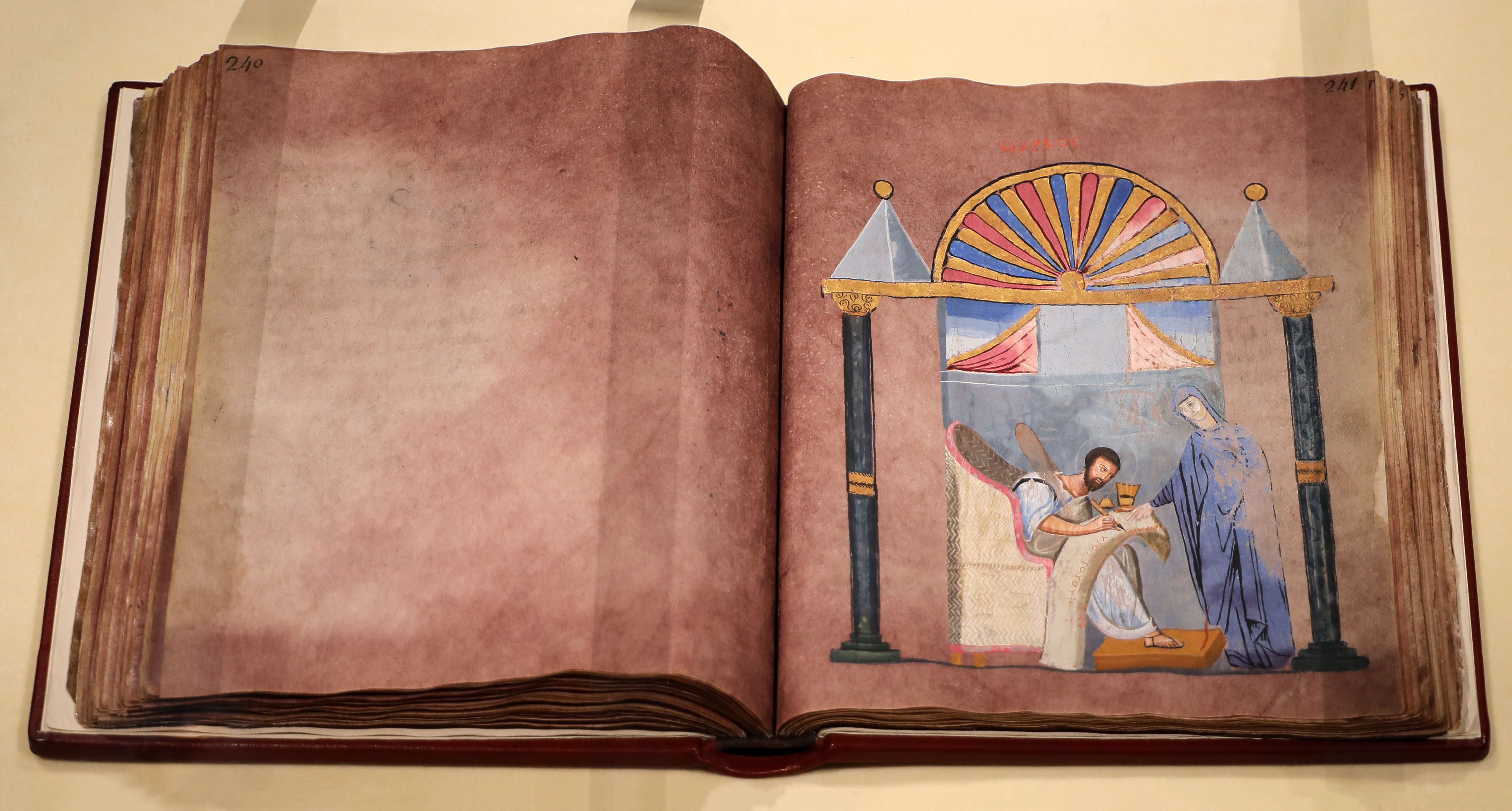
Un esempio di codice: il Codex Rossanensis.

Un codice (in latino codex, plurale codices), in filologia e in bibliografia, è un libro manoscritto. Lo studio delle caratteristiche fisiche del codice è l'ambito della codicologia.
L'origine del nome deriva dal latino caudex "tronco d'albero", poi monottongato in codex e riferito all'uso antico di scrivere testi su tavolette di legno ricoperte di cera, che venivano unite insieme da anelli metallici o da una striscia di cuoio. Nel corso del tempo il termine codex andò a indicare l'unione di un insieme di tavolette, fino a indicare un insieme di fogli cuciti e rilegati. A differenza del codex, un volumen era costituito da fogli avvolti a rotolo.
In ecdotica il termine può essere usato anche come sinonimo di testimone, cioè di un manoscritto che tramandi un dato testo.

## Storia
I più antichi codici conservati sono egiziani e risalgono al I secolo d.C.
Il successo dell'uso del codice si giustificò sia per la grande disponibilità della materia prima sia per la sua destinazione, che ricevette un grande impulso dalla Chiesa non solo per l'uso didattico ma anche per la facilità di lettura e di scrittura e per la rottura con la tradizione pagana, legata ancora al volumen.
In alcuni casi i codici hanno, oltre a un'importanza storica derivata dall'epoca in cui sono stati stesi, anche una notevole importanza artistica; ne esistono infatti alcuni miniati con scritte in oro risalenti all'età bizantina, carolingia, romanica e gotica.
Mentre nell'antica Roma i codici erano redatti da schiavi colti, in epoca medievale con l'istituzione di vere e proprie scuole di scrittura i codici furono scritti prevalentemente da monaci; famose sono le sale chiamate scriptoria all'interno di conventi e abbazie in cui venivano copiati e decorati.

## Struttura fisica
Il codice si presenta formato da uno o più fascicoli, composti a loro volta da più fogli, pergamenacei o cartacei, piegati e inseriti l'uno dentro l'altro. Ciascun fascicolo viene anche indicato con il numero dei fogli o carte che lo compongono dopo la piegatura:
- Bifolio o bifoglio: due fogli o carte
- Duerno: due bifogli, cioè quattro carte
- Ternione: tre bifogli, cioè sei carte
- Quaternione o quaderno: quattro bifogli, cioè otto carte
- Quinterno: cinque bifogli, cioè dieci carte
- Sesterno: sei bifogli, cioè dodici carte

Ciascuna metà di un bifoglio viene chiamata carta: l'uso più antico non prevedeva la numerazione delle facciate, ma delle carte (cartulazione), di cui vengono distinti il recto (il "diritto") e il verso (il "rovescio").

## Utilizzo in filologia
Un codice può essere un autografo (se scritto direttamente dall'autore; o idiografo, se scritto sotto la sua supervisione) oppure una copia dell'autografo o di un altro testimone. 
L'insieme dei testimoni viene indicato con il nome di tradizione; il loro censimento e valutazione si chiama recensio; lo schema grafico che mette in risalto i rapporti tra i codici, stabilito attraverso il loro confronto seguendo il metodo di Lachmann, viene chiamato stemma codicum.
Il codice, a seconda dei casi, è definito:
1. vetustissimus: il codice più antico che ci è rimasto di un'opera;
2. unicus: un codice pervenuto in una sola copia; in questo caso è impossibile la collazione;
3. originale: il testo alla base della tradizione manoscritta;
4. archetipo: un codice ipotizzato, perduto, da cui si ritiene derivino tutti gli altri testimoni in nostro possesso;
5. olografo: scritto di pugno dall'autore (anche autografo);
6. idiografo: scritto sotto la sorveglianza dell'autore;
7. optimus: la copia ritenuta la migliore, vuoi per la sua antichità, vuoi per il suo aspetto, o perché contiene pochi errori;
8. interpositus: una copia perduta che si suppone intermedia tra l'archetipo e i testimoni conservati;
9. ascendente, se discende da un altro in linea diretta;
10. antigrafo, se si tratta della copia-modello da cui ne viene tratta un'altra;
11. apografo, se è copia, generata dall'originale o da un'altra copia;
12. miscellaneo: contenente opere di più autori o di diversi argomenti;
13. composito: composto da più codici di provenienza diversa;
14. adespoto: se non compare il nome dell'autore;
15. anepigrafo: se non compare il titolo dell'opera;
16. acefalo: se è mutilo dell'inizio;
17. opistografo: che presenta due testi diversi sul recto e sul verso;
18. descriptus: copia di un codice già conservato, e quindi di importanza nulla per la recensio[2];
19. deperditus: se è smarrito, perduto

In filologia il codice "attendibile" non viene sempre identificato con il più antico; vige infatti il principio riassunto nel detto recentiores non deteriores ("i codici più recenti non sono necessariamente peggiori"): un testimone "A" più recente potrebbe essere copia diretta di un codice perduto molto antico e dunque potrebbe essere più attendibile di un testimone "B", meno recente di "A", ma con troppe contaminazioni o copiato da uno molto antico con più passaggi intermedi.